# Facoltà teologica dell'Italia settentrionale
La Facoltà teologica dell'Italia settentrionale è una università della Chiesa cattolica che ha sede a Milano.

## Organizzazione e storia

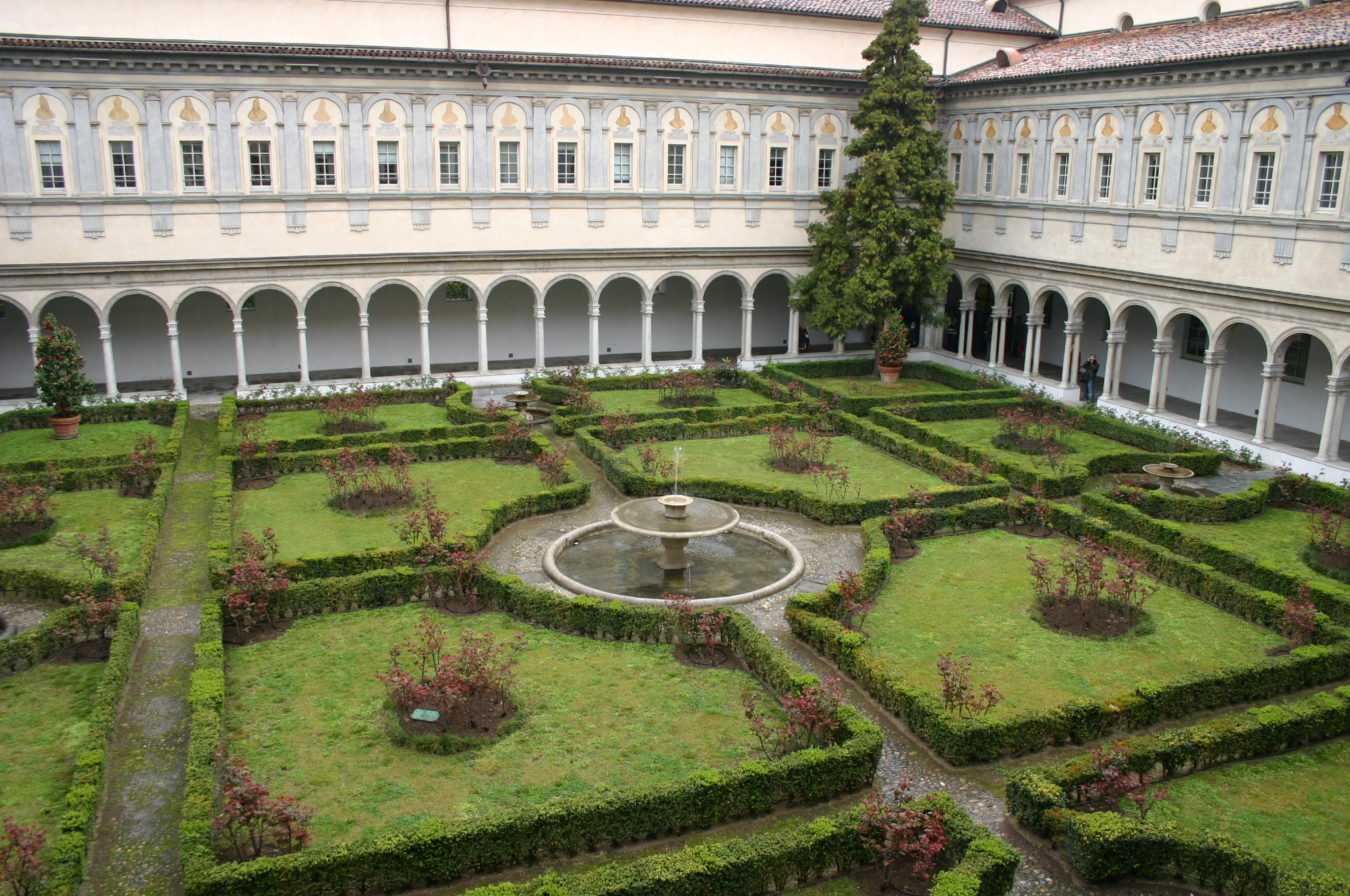
Il chiostro dell'ex convento di San Simpliciano, che ospita la Facoltà.

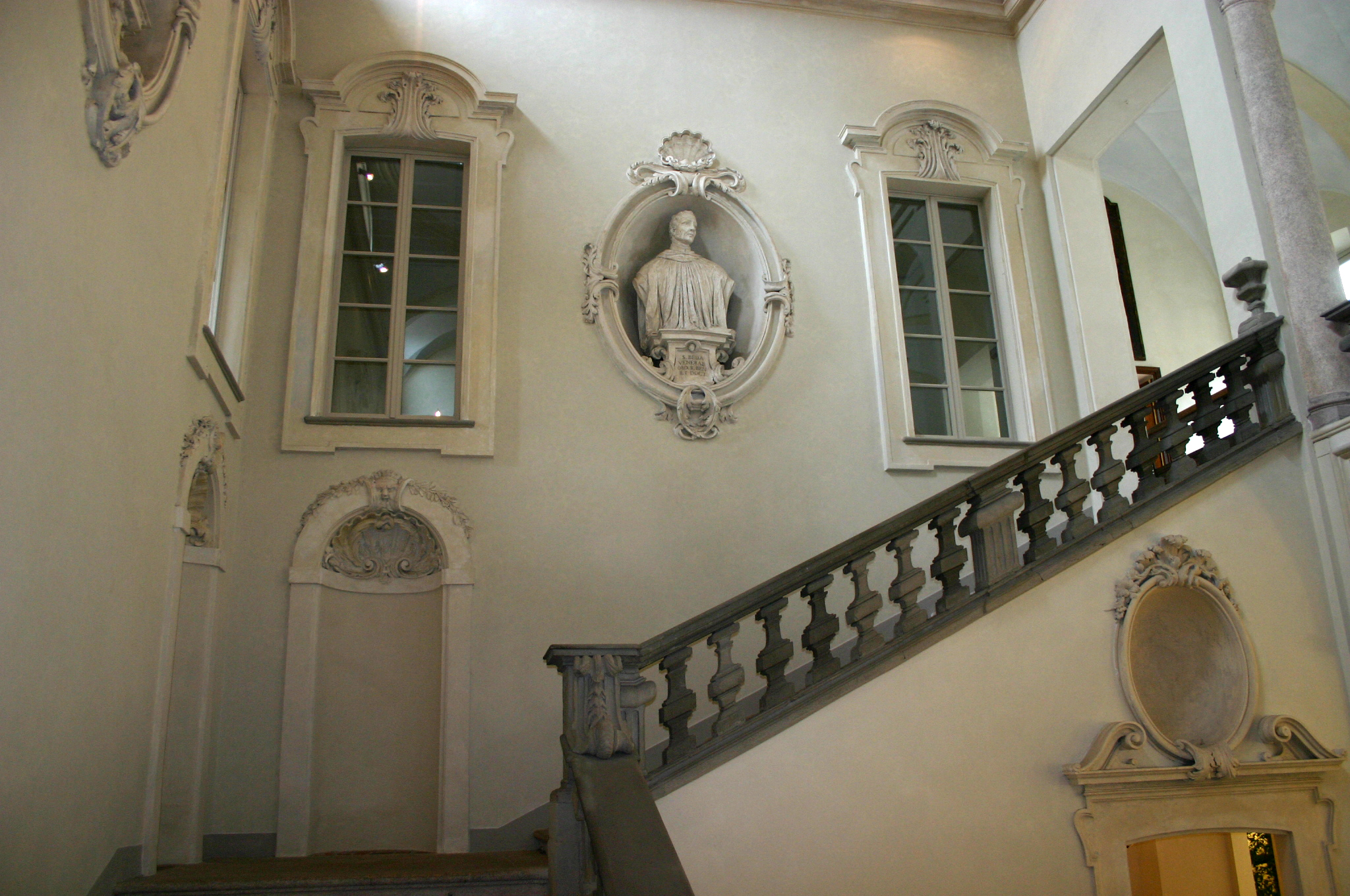
Scalone d'ingresso.

La direzione della Facoltà, che ha sede a Milano nei chiostri annessi alla basilica di San Simpliciano, è affidata all'episcopato delle tre regioni ecclesiastiche interessate: Lombardia, Piemonte e Liguria (aggiuntasi alle altre successivamente all'erezione della facoltà).
Precedentemente gli studi teologici venivano seguiti a Venegono Inferiore (VA), dove funzionava la Facoltà teologica eretta da Leone XIII il 15 novembre 1892 nel seminario arcivescovile di Milano, a servizio della Regione conciliare lombarda, e riconfermata da Pio XI il 7 dicembre 1938, a norma della costituzione apostolica Deus scientiarum Dominus.
Nel 1966 il cardinale Giovanni Colombo decise di trasferire la facoltà teologica a Milano, rinominandola "Facoltà teologica interregionale".
Nell'anno accademico 1967-68 ebbero inizio le lezioni del primo ciclo di specializzazione; nell'anno accademico 1968-69 ebbero inizio le lezioni del ciclo istituzionale; infine nell'anno accademico 1973-74 ebbero inizio le lezioni del secondo ciclo di specializzazione.
Con decreto del presidente della Repubblica del 1978 è stata riconosciuta la personalità giuridica della fondazione di culto e religione denominata "Facoltà teologica dell'Italia settentrionale".
Nel 2017 la Prefettura di Milano ha iscritto al n. 149 del Registro delle Persone Giuridiche il nuovo Statuto adottato dall’Arcivescovo di Milano, Card. Angelo Scola.
Dall'anno accademico 2005-2006 la regione ecclesiastica Triveneto ha costituito la Facoltà teologica del Triveneto, separandosi dalla Facoltà teologica dell'Italia settentrionale.

## Sezioni parallele
A completamento dell'offerta formativa della sede principale sono state attivate negli anni alcune sezioni parallele presso i seminari di Torino, Genova e Milano, che offrono corsi di laurea e titoli accademici completamente equivalenti a quelli della sede centrale per quanto riguarda il Ciclo Istituzionale. La specializzazione in teologia morale con indirizzo sociale è invece offerta solo nella sezione parallela di Torino; dura due anni e si conclude con la licenza in teologia.

## Gran cancellieri
Il vescovo della città in cui si trova la sede principale è considerato Gran cancelliere e, ad eccezione del cardinal Colombo che ha eretto la Facoltà, il loro mandato coincide con quello proprio del vescovo. Di seguito l'elenco dalla fondazione ad oggi:
- Giovanni Colombo (1966-1979)
- Carlo Maria Martini (1979-2002)
- Dionigi Tettamanzi (2002-2011)
- Angelo Scola (2011-2017)
- Mario Delpini[6] (dal 2017)

## Presidi
- don Massimo Epis
- don Angelo Maffeis (dal 5 settembre 2024)[7]